# Kanarie (2018)
Kanarie (Originaltitel: Canary) ist ein Musical-Drama von Christiaan Olwagen aus dem Jahr 2018 über einen Wehrdienstleistenden, der im Jahr 1985 in Südafrika einem Soldaten-Chor beitritt.

## Handlung
Südafrika, Mitte der 1980er Jahre: Als der 18-jährige New-Wave- und Depeche-Mode-Fan Johan Niemand für seinen Wehrdienst beim renommierten Soldatenchor „Canaries“ aufgenommen wird, empfindet er dies als Rettung vor dem gefürchteten militärischen Drill. Geleitet wird der Chor von dem freundlichen Reverend Engelbrecht und dem strengen Reverend Koch. Im Laufe einer Tournee verliebt sich Johan in seinen Chor-Kameraden Wolfgang. Zudem beginnt er, gegen das System des Apartheid-Regimes zu rebellieren.

## Veröffentlichung
Der Film wurde erstmals im Mai 2018 in Kanada gezeigt; im Juli 2018 lief er in den USA. In Südafrika kam Kanarie am 19. Oktober 2018 in die Kinos. Der Film soll am 1. September 2019 in Berlin, München und Stuttgart seine Deutschlandpremiere auf dem queerfilmfestival erleben.

## Kritik
Im Hollywood Reporter nennt Sheri Linden den Film „eine gewinnende Kombination aus Nachdenklichkeit und Überschwang“. Auf Splingmovies wird der Film als „originelles, zwingendes, provokatives und kraftvolles Coming-of-Age-, Fish-out-of-Water- und Coming-out-Drama“ bezeichnet.